# Jinhua Rail Transit
Jinhua Rail Transit ist eine Überlandmetro in der Umgebung der chinesischen Stadt Jinhua in der Provinz Zhejiang.

## Jinyidong-Linie (Jinhua–Yiwu–Dongyang)

### Jinyi-Abschnitt (Jinhua–Yiwu)
Am 30. August 2022 wurde der Jinyi-Abschnitt eröffnet. Die Strecke führt vom Bahnhof Jinhua über den Südbahnhof weit nach Nordosten. Dort endet sie an der Station Qintang, wo bahnsteiggleicher Anschluss an die Züge auf dem Yidong-Abschnitt besteht. Die Linie ist weitgehend oberirdisch trassiert und hat 17 Stationen bei 58,4 Kilometern Länge. Die Höchstgeschwindigkeit beträgt 120 km/h und die Kapazität etwa 60 000 Fahrgäste pro Stunde und Richtung. Es gibt vereinzelt Expresszüge, die nur an sechs Stationen halten.

### Yidong-Abschnitt (Yiwu–Dongyang)
Der Yidong-Abschnitt folgte am 28. Dezember 2022. Die Strecke liegt im Nordosten des Ballungsraums und bindet den Bahnhof Yiwu an. Sie ist 49 Kilometer lang und hat 15 Stationen.

## Fahrzeuge
Auf beiden Abschnitten werden Sechswagenzüge des Typs B von CRRC Changchun eingesetzt.